# Fuentespina (kommunhuvudort)
Fuentespina är en kommunhuvudort i Spanien.   Den ligger i provinsen Provincia de Burgos och regionen Kastilien och Leon, i den centrala delen av landet, 130 km norr om huvudstaden Madrid. Fuentespina ligger 825 meter över havet och antalet invånare är 667.
Terrängen runt Fuentespina är platt. Runt Fuentespina är det glesbefolkat, med 8 invånare per kvadratkilometer. Närmaste större samhälle är Aranda de Duero, 4,4 km norr om Fuentespina. Trakten runt Fuentespina består till största delen av jordbruksmark.